# 1861 (film)
Pour plus de détails, voir Fiche technique et Distribution.
1861 est un film muet américain sorti en 1911.

## Fiche technique
- Production : William Nicholas Selig
- Date de sortie : 
  - États-Unis : 30 mars 1911

## Distribution
- Kathlyn Williams